# Abraham II. von Dohna
Abraham II., Burggraf von Dohna (* 11. Dezember 1561; † 1. Mai 1613 in Breslau, Fürstentum Breslau) war ein schlesischer Adliger und bedeutender Staatsmann im Dienst des Kaisers Rudolf II. Er entstammte der schlesischen Linie der Burggrafen von Dohna.
Er wurde in Polen kaiserlicher Großbotschafter Kaiser Rudolfs II. und hat 1600 auch eine Gesandtschaft nach Moskau geführt. Von 1596 bis 1611 war Abraham von Dohna Landvogt der Oberlausitz, 1611 wurde er Präsident der Böhmischen Kammer. Er erwarb die schlesische Standesherrschaft Wartenberg mit Goschütz und machte diesen Besitz 1606 zum Familienfideikommiss nach Erstgeburtsrecht. 1600 wurde er in den Reichsfürstenstand erhoben, den Fürstentitel führten aber weder er selbst noch seine Nachkommen. In seiner Standesherrschaft begann er nach 1600 mit der Rekatholisierung der während der Reformation überwiegend protestantisch gewordenen Untertanen. Die Glaubensfreiheit der Oberlausitzer ließ er als Landvogt unangetastet.